# Leea coryphantha
Leea coryphantha är en vinväxtart som beskrevs av Lauterbach. Leea coryphantha ingår i släktet Leea och familjen vinväxter. Inga underarter finns listade i Catalogue of Life.